# Poutasi Luafutu
Poutasi Luafutu (ur. 2 grudnia 1987 w Invercargill) – australijski rugbysta grający w trzeciej linii młyna we francuskim klubie CA Brive, mistrz świata U-19 z 2006 roku.

## Kariera klubowa
Urodzony w Nowej Zelandii zawodnik był samoańskiego pochodzenia, od siódmego roku życia mieszkał w Ipswich, a edukację odebrał w Marist College Rosalie. Ma dwóch braci i pięć sióstr. W młodości trenował rugby w Ipswich Rangers Rugby Union Club oraz Riverview & Districs Rugby Club.
Przez ponad pięć lat związany z był z West Brisbane Bulldogs, z którym zwyciężył w rozgrywkach Brisbane Club Rugby w roku 2007. Pełnił również rolę kapitana tego zespołu.
W latach 2007–2008 był członkiem Akademii Reds. W barwach Reds pojawił się w 2008 roku w przedsezonowych meczach przygotowawaczych, a po występach w zespole rezerw w Super 14 zadebiutował w marcu w meczu z Bulls i do końca sezonu zagrał jeszcze w ośmiu spotkaniach. W lipcu tego roku podpisał pełny zawodowy kontrakt i po występach na listopadowym tournée po Europie w kolejnym sezonie w rozgrywkach Super 14 pojawił się sześciokrotnie, natomiast w 2010 roku w jedynym występie zdobył dwa przyłożenia podczas trzynastu minut, które spędził na boisku. Po zakończonym sezonie udał się do Nowej Zelandii, gdzie występował w rozgrywkach National Provincial Championship w barwach Tasman.
Przeniósł się następnie do Francji, gdzie z klubem CA Brive w sezonie 2011/12 prócz Top 14 występował także w European Challenge Cup, drużyna zaś spadła do Pro D2. W kolejnym sezonie zespół wywalczył jednak powrót do najwyższej klasy rozgrywkowej. Luafutu wystąpił wówczas w trzydziestu dwóch spotkaniach, a według statystyk spędził na boisku 2293 z możliwych 2560 minut, pełnił również rolę kapitana pod nieobecność Arnaud Méla. Podpisał następnie dwuletni kontrakt z Union Bordeaux Bègles, również klubem Top 14, po roku powrócił jednak do Brive-la-Gaillarde.

## Kariera reprezentacyjna
W stanowych barwach zajął drugą lokatę w mistrzostwach kraju U-16 w 2003 roku, rok później powtórzył ten sukces z zespołem U-18, przez kolejne dwa lata nominowany był zaś do drużyny U-19.
Był stypendystą ogólnokrajowego programu Australian Institute of Sport. W 2006 roku znalazł się w reprezentacji U-19, która zwyciężyła w rozegranych w Dubaju mistrzostwach świata w tej kategorii wiekowej. Na tym turnieju zagrał w czterech z pięciu spotkań zdobywając pięć punktów z przyłożenia.
Przymierzany był do składu kadry U-20 na Mistrzostwa Świata Juniorów w Rugby Union 2008, otrzymał jednak powołanie do seniorskiej reprezentacji A, z którą wziął udział w Pucharze Narodów Pacyfiku 2008. Podczas tych zawodów zaliczył dwa występy – przeciw Samoa i Japonii.